# Chronologie de la bande dessinée
Cet article est une chronologie de la bande dessinée depuis sa création. Elle prend son sens dans le cadre de l'Histoire de la bande dessinée.
Avant 1900 - 1900 - 1910 - 1920 - 1930 - 1940 - 1950 - 1960 - 1970 - 1980 - 1990 - 2000 - 2010 - 2020

## Avant 1900
- Avant 1895 en bande dessinée
- 1896 en bande dessinée - 1896 : Yellow kid par Richard Outcault publié outre-atlantique. 1897 : Pim, Pam et Poum apparaissent dans le « New York Journal ».
- 1897 en bande dessinée
- 1898 en bande dessinée
- 1899 en bande dessinée

## Années 1900

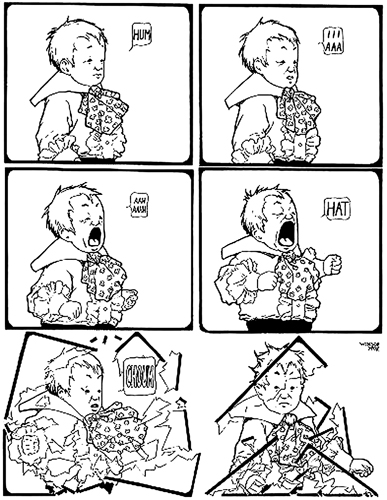
Little Sammy Sneeze (Le Petit Sammy éternue) - Winsor McCay.

Voir aussi : Catégorie:Bande dessinée des années 1900
- 1900 en bande dessinée – Création des Éditions Albin Michel. Aux États-Unis, les Comic strips Happy Hooligan et Trouble in Hogan's Alley sont adaptés au Cinéma muet.
- 1901 en bande dessinée
- 1902 en bande dessinée – Création de Buster Brown par Richard Felton Outcault.
- 1903 en bande dessinée – Début de la publication de Upside-downs of little lady Lovekins and old man Muffaroo de Gustave Verbeeck
- 1904 en bande dessinée – À Montréal, dans le journal La Patrie paraît pour la première fois une bulle dans la série Timothée.
- 1905 en bande dessinée – Création aux États-Unis du Comic strip Little Nemo in Slumberland. Apparition en France de Bécassine.
- 1906 en bande dessinée
- 1907 en bande dessinée
- 1908 en bande dessinée – Création des Pieds Nickelés.
- 1909 en bande dessinée – Création de l'éditeur japonais Kōdansha.

## Années 1910
- 1910 en bande dessinée – Publication de The Dingbat Family, un comic strip de George Herriman.
- 1911 en bande dessinée – Adaptation animée du comic strip Little Nemo.
- 1912 en bande dessinée
- 1913 en bande dessinée – Publication des aventures de la Famille Illico.
- 1914 en bande dessinée
- 1915 en bande dessinée – William Randolph Hearst, le plus important homme de presse de son temps, crée le King Features Syndicate destiné à la distribution nationale et internationale de bandes dessinées. Il est imité par Joseph Medill Patterson, son principal concurrent.
- 1916 en bande dessinée
- 1917 en bande dessinée – Première publication en Espagne de la revue TBO; le succès est si grand que dès cette époque toutes les revues de bande dessinée furent appelées tebeos en Espagne, ainsi que les sections des journaux qui publiaient des encarts de bande dessinée ou des histoires pour enfant.
- 1918 en bande dessinée
- 1919 en bande dessinée

## Années 1920
- 1920 en bande dessinée
- 1921 en bande dessinée
- 1922 en bande dessinée – Création des éditions Dupuis.
- 1923 en bande dessinée
- 1924 en bande dessinée
- 1925 en bande dessinée – Création des personnages Zig et Puce.
- 1926 en bande dessinée
- 1927 en bande dessinée
- 1928 en bande dessinée
- 1929 en bande dessinée – En Belgique, une bande dessinée en noir et blanc est publiée dans Le Petit Vingtième, un supplément du journal Le Vingtième Siècle destiné aux jeunes. C'est le début des Aventures de Tintin créées par Georges Remi, dit Hergé. D'un point de vue graphique, la ligne claire de Tintin n'est pas la révolution que l'on dit souvent, puisqu'à l'époque, La Famille Illico paraît depuis près de quinze ans, et Zig et Puce, par Alain Saint-Ogan, existent depuis quelques années aussi — Hergé s'en est, du reste, beaucoup inspiré. Ce sont à d'autres qualités qu'Hergé devra son succès : une technique épurée du récit graphique (jamais de textes inutiles, un grand sens de l'ellipse), de bonnes réminiscences d'auteurs tels que Jules Verne ou Maurice Leblanc, et, à partir du Lotus Bleu, un goût tout à fait inédit en bande dessinée à l'époque pour le travail de documentation.
 Aux États-Unis, c'est l'apparition des strips d'action avec Buck Rogers et Tarzan, d'autres histoires apparaissent sous l'appellation comics, terme qui fut vite adopté pour désigner une forme plutôt qu'un genre. C'est aussi cette année-là que fut publiée sous forme de tabloïds, les Funnies, une compilation d'une série de strips publiée dans les journaux américains ; c'est la première publication en quatre couleurs de comics. Son format Tabloïd provoqua une confusion avec les suppléments du dimanche des divers journaux de l'époque et provoqua l'arrêt de ces suppléments. Début des aventures de Popeye par Elzie Crisler Segar.

## Années 1930
- 1930 en bande dessinée – Quick et Flupke apparaissent dans Le Petit Vingtième. Création du comic-strip Blondie.
- 1931 en bande dessinée – Jean de Brunhoff publie sa première histoire de Babar. Création du personnage Dick Tracy.
- 1932 en bande dessinée
- 1933 en bande dessinée – Aux États-Unis, Maxwell Charles Gaines, représentant chez l'imprimeur Eastern Color Printing, fabrique un fascicule de 16 pages, Funnies on Parade, pour le compte du publicitaire Procter & Gamble.
- 1934 en bande dessinée – En France parait le premier numéro du Journal de Mickey. Aux États-Unis apparaissent Mandrake le magicien, Donald Duck et Flash Gordon. Décès de Winsor McCay.
- 1935 en bande dessinée – Jo, Zette et Jocko voient le jour dans les pages de Cœurs Vaillants.
- 1936 en bande dessinée – Création de la bande dessinée Le Fantôme (The Phantom) par Lee Falk.
- 1937 en bande dessinée – Lancement de Detective Comics.
- 1938 en bande dessinée – Aux États-Unis paraît le premier numéro d'Action Comics où est créé Superman (le premier super-héros moderne - Doc Savage, Tarzan, Le Fantôme du Bengale ou Mandrake le magicien étaient aussi, à leur façon, des super-héros), et annonce l'âge d'or des comic books aux États-Unis (1938-1950). En Europe apparaît le Journal de Spirou.
- 1939 en bande dessinée – Début des aventures de Batman.

## Années 1940
- 1940 en bande dessinée – Sortie de Bibor et Tribar par Rob-Vel, première BD des éditions Dupuis. Apparition du premier Flash.
- 1941 en bande dessinée – Création de Sylvain et Sylvette.
- 1942 en bande dessinée – Casterman publie des éditions couleurs des Aventures de Tintin.
- 1943 en bande dessinée – Georges Dargaud fonde la maison d'édition Dargaud.
- 1944 en bande dessinée – Décès de George Herriman, créateur de Krazy Kat.
- 1945 en bande dessinée – José Cabrero Arnal donne naissance à Pif le chien. En 1945, le 1er juin de cette année-là, parait le premier numéro du journal Vaillant. En sous-titre figure le nom du journal dont il prend le relais : Le Jeune Patriote (journal clandestin de la Résistance 1942 - 1944). "Vaillant le journal le plus captivant" est un journal français hebdomadaire de bandes dessinées créé en 1945 auquel collaborait José Cabrero Arnal dessinateur de Pif le chien. Cet hebdomadaire illustré deviendra "Vaillant le journal de Pif" en 1966 avant de devenir Pif Gadget en 1969.
- 1946 en bande dessinée – Création des éditions Le Lombard à l'occasion du lancement du journal Tintin. Au Japon, après la Seconde Guerre mondiale, le manga japonais commença à se moderniser. L'abrogation de l'interdiction des publications (hors propagande) permet à Osamu Tezuka de rendre aussi bien le contenu que la forme du manga plus énergique. Le premier livre de Tezuka fut une adaptation de L'Île au trésor intitulée La Nouvelle Île au trésor (1947).
- 1947 en bande dessinée – Apparition de Lucky Luke dans Spirou.
- 1948 en bande dessinée – Alix apparaît dans le Journal de Tintin. Création du fumetti Tex.
- 1949 en bande dessinée – En France, une loi se propose d'œuvrer à une « amélioration des publications destinées à la jeunesse ». Son véritable programme est en fait de règlementer et de censurer la bande dessinée en y appliquant de nombreuses contraintes, comme celle, toujours en vigueur, qui veut qu'un journal destiné aux jeunes doit contenir une part importante de rédactionnel.

## Années 1950
- 1950 en bande dessinée – Création de l'éditeur de petits formats Lug. Publication du premier tome du Secret de l'Espadon. Les premiers Peanuts de Charles M. Schulz sont publiés dans les quotidiens américains.
- 1951 en bande dessinée
- 1952 en bande dessinée – Création du Marsupilami par Franquin. Le manga Astro, le petit robot est publié au Japon. Début de la publication de MAD.
- 1953 en bande dessinée – Arthur le fantôme justicier apparaît dans les pages de Vaillant.
- 1954 en bande dessinée – Le psychiatre Fredric Wertham publie Seduction of the innocent, une violente charge contre la bande dessinée qui est responsable, selon lui de la montée de la délinquance juvénile. Craignant qu'une loi anti-comics ne soit votée, un certain nombre d'éditeurs se regroupe pour créer un label d’auto-censure, le Comics Code Authority. Création du fumetti Blek le roc.
- 1955 en bande dessinée – Premier numéro du petit format Kiwi. Création du personnage Ric Hochet.
- 1956 en bande dessinée – Apparition de Gil Jourdan dans le magazine belge Le Journal de Spirou.
- 1957 en bande dessinée – Apparition de Gaston Lagaffe dans Le Journal de Spirou, et de Michel Vaillant dans Tintin.
- 1958 en bande dessinée – Francisco Ibanez créé le tebeo le plus populaire d'Espagne : Mortadelo y Filemón. Première apparition des Schtroumpfs (dans les aventures de Johan et Pirlouit) et de l'indien Oumpah-Pah. Publication du premier numéro d'Akim.
- 1959 en bande dessinée – Création du journal Pilote où apparaissent les personnages Astérix, Tanguy et Laverdure et Barbe-rouge. Un roman de Bob Morane est adapté en bande dessinée.

## Années 1960
- 1960 en bande dessinée –
- 1961 en bande dessinée – Création du vizir Iznogoud.
- 1962 en bande dessinée – Peyo sort son premier tome de Benoît Brisefer. Création de Spider-Man. Création du fumetti Diabolik.
- 1963 en bande dessinée – Apparition du Lieutenant Blueberry et d'Achille Talon dans Pilote.
- 1964 en bande dessinée – L'argentin Quino créé Mafalda tandis que l'américain Stan Lee lance Daredevil. Un roman des 4 As est adapté en bande dessinée. Claude Beylie et Morris initient l'usage de l'expression « neuvième art » pour désigner la bande dessinée.
- 1965 en bande dessinée
- 1966 en bande dessinée – Décès de Walt Disney. Premier album de la série Lone Sloane de Philippe Druillet.
- 1967 en bande dessinée – Pierre Christin et Jean-Claude Mézières lancent Valérian.
- 1968 en bande dessinée
- 1969 en bande dessinée – Création du magazine Pif gadget où on découvre Rahan et les Rigolus et les Tristus.Charlie mensuel  révèle à la France de nombreuses bandes dessinées internationales comme Andy Capp, Mafalda, les Peanuts…

## Années 1970
- 1970 en bande dessinée – Début des aventures d'Olivier Rameau.
- 1971 en bande dessinée
- 1972 en bande dessinée – Publication des premiers albums de Philémon et de Yoko Tsuno. Création du personnage Superdupont. Lancement du Picsou Magazine.
- 1973 en bande dessinée – Création du viking Hägar Dünor. Dicentim apparaît dans Pif gadget.
- 1974 en bande dessinée – 1re édition du Festival international de la bande dessinée d'Angoulême. Création de la maison d'édition Les Humanoïdes Associés. Première apparition du petit égyptien Papyrus.
- 1975 en bande dessinée – Marcel Gotlib et Alexis lancent le journal Fluide glacial. Les premières planches de La Quête de l'oiseau du temps sont publiées dans la revue Imagine. Premier album de la série Émilie. Premier tome de la série Le vagabond des limbes.
- 1976 en bande dessinée – Première aventure d'Adèle Blanc-Sec par Jacques Tardi.
- 1977 en bande dessinée – 1re édition du Festival international de la BD de Chambéry. Début dans Tintin des aventures de Thorgal. Création de Léonard le génie. Décès de René Goscinny.
- 1978 en bande dessinée – Jim Davis créé un chat orange à rayures noires : Garfield. Premier numéro du journal (A SUIVRE). Décès de Maurice Tillieux.
- 1979 en bande dessinée – Parution des premiers tomes des aventures de Jeremiah et des Passagers du vent. Création du personnage Lucien par Frank Margerin.

## Années 1980
- 1980 en bande dessinée – Décès de Joseph Gillain, dit Jijé.
- 1981 en bande dessinée – 1re édition du festival de Saint-Malo « Quai des Bulles ». Jodorowsky et Moebius lancent L'Incal. Premier tome : " hé, Nic! tu rêves ?" de la trilogie Nic.
- 1982 en bande dessinée – Lancement des éditions Soleil Productions et du magazine Psikopat. Création de Sœur Marie-Thérèse des Batignolles. Sortie au Japon des mangas Akira et Nausicaä. Premier tome de la série Aria.
- 1983 en bande dessinée – Rencontre de Philippe Dupuy et Charles Berberian. Le Chat apparaît dans les pages du journal belge Le Soir. Décès de Georges Remi, dit Hergé.Création de Corto Maltese
- 1984 en bande dessinée – 1re édition du Festival international de la BD de Sierre. Fondation de l'ACBD. Création du manga Dragon Ball. Lelong crée la vieille Carmen Cru.
- 1985 en bande dessinée – Première publication de Calvin et Hobbes.
- 1986 en bande dessinée – Création des éditions Delcourt. Publication aux États-Unis de la série Watchmen, en France des premiers tomes de Sambre et des Compagnons du crépuscule. Création du magazine réunionnais Le Cri du Margouillat. Création du Fumetti Dylan Dog. Prépublication dans la revue À suivre, du premier épisode du grand pouvoir du Chninkel.
- 1987 en bande dessinée – Lancement de l'éditeur alternatif Vertige Graphic. Premier tome de Soda. Décès de Edgar P. Jacobs.
- 1988 en bande dessinée – Watchmen obtient le seul prix Hugo à avoir été décerné à une bande dessinée. Sortie du premier tome de la série Aquablue.
- 1989 en bande dessinée – Première Chronique de la Lune Noire. Création du personnage Dilbert. Décès de Jean-Michel Charlier. Premier tome : Neêkibo, de la série Julien Boisvert.

## Années 1990
- 1990 en bande dessinée – Fondation de la maison d'édition L'Association. Sortie des premiers tomes des séries Largo Winch, Joe Bar Team et Jean-Claude Tergal.
- 1991 en bande dessinée – Création du personnage Lapinot.
- 1992 en bande dessinée – Scott McCloud publie son ouvrage théorique sur la BD L'Art invisible. Maus, la BD d'Art Spiegelman reçoit le prix Pulitzer. Fondation de l'Ouvroir de Bande-dessinée Potentielle. Création du personnage Titeuf. Décès de Joe Shuster et de Pierre Culliford, dit Peyo.
- 1993 en bande dessinée – Premiers volumes du Cycle de Cyann et de Strangers in Paradise. Décès de Harvey Kurtzman
- 1994 en bande dessinée – Création de l'éditeur de manga Tonkam. Remise du premier Prix France Info. Début de la saga des Mondes d'Aldébaran ainsi que de Lanfeust de Troy. Décès de Jack Kirby.
- 1995 en bande dessinée – Premiers tomes des séries Carmen Mc Callum et Garulfo. Décès d'Hugo Pratt.
- 1996 en bande dessinée – Lancement du magazine Ferraille. Arrivée chez Glénat du manga Ghost in the Shell. Décès de Jerry Siegel.
- 1997 en bande dessinée – Angel Dick est le premier manhwa édité en France par Kana. Décès d'André Franquin.
- 1998 en bande dessinée – Début des sagas Donjon et Sillage. Soleil Productions lance le mensuel Lanfeust Mag. Prépublication dans Fluide glacial du Tome 1 : Bill Baroud espion. Premier tome de la série, Quartier lointain.
- 1999 en bande dessinée – Le Petit Vampire va à l'école. Décès de Michel Regnier, dit Greg.

## Années 2000
- 2000 en bande dessinée – Sortie du premier tome de Blacksad.
- 2001 en bande dessinée – Isaac le pirate découvre les Amériques. Décès de Morris et de Carl Barks.
- 2002 en bande dessinée – Création du Le Chat du rabbin.
- 2003 en bande dessinée – La Corée est l'invitée d'honneur du 30e Festival international de la bande dessinée d'Angoulême.
- 2004 en bande dessinée – Dernière édition du Festival international de la BD de Sierre. Décès de Gébé et de François Craenhals.
- 2005 en bande dessinée – Décès de Will Eisner auteur de nombreux comics (Le Spirit).
- 2006 en bande dessinée – Création de la série "Une aventure de Spirou par…"
- 2007 en bande dessinée - Décès d'Yvan Delporte. Sortie de Trois Ombres de Cyril Pedrosa, qui sera primé à Angoulème.
- 2008 en bande dessinée - Le Journal d'un ingénu, d'Émile Bravo, qui remportera de nombreux prix.
- 2009 en bande dessinée - Sortie du premier tome de Blast, de Larcenet.

## Années 2010
- 2010 en bande dessinée - Décès à une semaine d'intervalle de Jacques Martin et de Tibet, deux piliers sacrés des éditions du Lombard, du temps de l'âge d'or.
- 2011 en bande dessinée - Recréation de l'univers de super-héros DC Comics : toutes les séries reprennent avec un numéro 1.
- 2012 en bande dessinée - Décès de Jean Giraud, alias Mœbius.
- 2013 en bande dessinée - Décès de Fred, créateur de Philémon. Décès de Carmine Infantino dessinateur de comics et responsable éditorial chez DC Comics durant les années 1970.
- 2014 en bande dessinée - Décès de Dick Ayers, dessinateur et encreur de comics.
- 2015 en bande dessinée - Décès de Charb, Tignous, Georges Wolinski et Cabu lors d'un attentat contre Charlie Hebdo le 7 janvier.
- 2016 en bande dessinée - Décès de Gotlib.
- 2017 en bande dessinée - Décès de Len Wein, créateur de Wolverine. Décès de Bernie Wrightson, créateur de Swamp Thing.
- 2018 en bande dessinée - Décès de Stan Lee, scénariste et éditeur américain de comics né en 1922.
- 2019 en bande dessinée -

## Années 2020
- 2020 en bande dessinée -
- 2021 en bande dessinée -
- 2022 en bande dessinée -
- 2023 en bande dessinée -
- 2024 en bande dessinée -